# 一过性头晕

## 症状
转头猛烈或并不猛烈时出现的1秒至数分钟肢体不能动作状态，伴随头晕、眼前发亮发黑等视觉异状，意识尚清醒。

## 可能原因
血压不稳定
脑缺血
颈动脉 椎动脉狭窄
心脏一过性快速或缓慢性的心律失常
颈椎问题
其他原因

## 解决对策
注意保护颈椎，找医师做颈椎按摩
加强锻炼，改善自身心血管状况
- 一过性头晕反复发作警惕脑中风